# Гуардамар-де-ла-Сафор
Гуардамар-де-ла-Сафор, Гуардамар (валенс. Guardamar de la Safor (офіційна назва), ісп. Guardamar) — муніципалітет в Іспанії, у складі автономної спільноти Валенсія, у провінції Валенсія. Населення — 442 особи (2010).

## Географія
Муніципалітет розташований на відстані близько 350 км на південний схід від Мадрида, 60 км на південь від Валенсії.

## Демографія
Динаміка населення (INE ):

## Галерея зображень

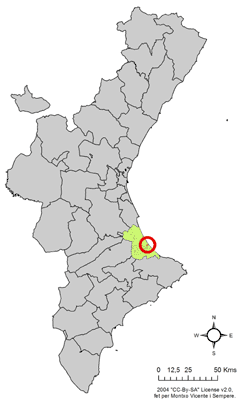
Розташування муніципалітету Гуардамар-де-ла-Сафор у автономній спільноті Валенсія
Розташування муніципалітету Гуардамар-де-ла-Сафор у комарці Сафор